# Premio Sócrates
Il Premio Sócrates (Prix Sócrates, in francese) è un premio calcistico istituito da France Football nel 2022 per premiare un giocatore che si è distinto per il suo impegno umanitario. Il riconoscimento è stato intitolato a Sócrates, ex calciatore della nazionale brasiliana morto nel 2011.

## Criteri
Il riconoscimento è assegnato a un giocatore che si distinto per il suo impegno umanitario.

## Albo d'oro
| Anno | Giocatore        | Club        |
| ---- | ---------------- | ----------- |
| 2022 | Sadio Mané       | Liverpool   |
| 2023 | Vinícius Júnior  | Real Madrid |
| 2024 | Jennifer Hermoso | Tigres UANL |

## Statistiche

### Classifica per nazionalità
| Nazione | Giocatori | Totale |
| ------- | --------- | ------ |
| Senegal | 1         | 1      |
| Brasile | 1         | 1      |
| Spagna  | 1         | 1      |

### Classifica per club
| Club        | Giocatori | Totale |
| ----------- | --------- | ------ |
| Liverpool   | 1         | 1      |
| Real Madrid | 1         | 1      |
| Tigres UANL | 1         | 1      |